# Rieux-en-Val
Rieux-en-Val (en occitano Rius en Val) es una pequeña localidad y comuna francesa, situada administrativamente en la región de Languedoc-Rosellón, departamento de Aude, en el distrito de Carcasona y cantón de Lagrasse.
A sus habitantes se les denomina por el gentilicio en francés  Rieux-en-Valois.

## Demografía
| 126 | 127 | 122 | 127 | 160 | 174 | 160 | 164 | 173 | 132 | 128 | 146 | 168 | 205 | 234 | 208 | 170 | 170 | 161 | 154 | 148 | 150 | 170 | 180 | 140 | 149 | 121 | 105 | 99 | 86 | 82 | 84 |
| Para los censos de 1962 a 1999 la población legal corresponde a la población sin duplicidades (Fuente: INSEE [Consultar]) |     |     |     |     |     |     |     |     |     |     |     |     |     |     |     |     |     |     |     |     |     |     |     |     |     |     |     |    |    |    |    |